# ألكسندر جامويدا
ألكسندر جامويدا (بالروسية: Алекса́ндр Ива́нович Жамойда؛ 5 ديسمبر 1921 - 28 مايو 2021) عالم جيولوجي سوفييتي وروسي، ومتخصص في مجال علم طبقات الأرض، وعلم الحفريات، والجيولوجيا الإقليمية، ورسم الخرائط الجيولوجية. كان عضو مناظرا في الأكاديمية الروسية للعلوم (1987). توفي زامويدا في 28 مايو 2021 عن 99 عامًا.